# ファイ (プロダクション)
株式会社ファイは、日本の芸能・制作プロダクションである。

## 沿革
- 2006年5月:石川・ホンマ・ぶるんのBe-side Your Life配信開始。
- 2006年10月20日:株式会社ファイを設立。

## 所属
- 石川昭人 - 代表取締役社長・放送作家
- 稲垣典行(イナーキー) - 取締役・ディレクター
- SIGNAL 2 NOISE RATIO

## 過去の所属者
- 小林順(コバジュン) - 取締役・副社長ディレクター

## 主な制作番組
- インターネットラジオ
  - 石川・ホンマ・ぶるんのBe-side Your Life
  - ユウのBe-side Your Life
  - さかいかなのBe-side Your Life
- その他のラジオ
  - ナナカナ
  - スクウェア・エニックスPresents 週刊ラジマガ編集部
  - 元祖らっきー☆ちゃんねる

## 主な製作イベント
- もっとビーサイ！2007～ポッド･イン･ ジャパン･ FACEティバル～(平成19年7月29日/新宿FACE)